# İrmaşlı
İrmaşlı è un comune dell'Azerbaigian situato nel distretto di Şəmkir.